# Anita Brookner
Anita Brookner CBE (Herne Hill, 1928. július 16. – London, 2016. március 10.) angol regényíró és művészettörténész. 1967 és 1968 között Slade képzőművészeti professzora volt a Cambridge-i Egyetemen, és ő volt az első nő, aki ezt a vendégprofesszori posztot töltötte be. 1984-ben Booker–McConnell-díjjal jutalmazták Hotel du Lac című regényéért.

## Fiatalkora és iskolái
Brookner (Bruckner) Herne Hillben, London külvárosában született. Egyedüli gyermeke volt Newson Brucknernek, a lengyelországi Piotrków Trybunalskiból származó zsidó bevándorlónak és Maude Schiska énekesnőnek, akinek nagyapja a lengyelországi Varsóból emigrált, és dohánygyárat alapított, amelyben férje dolgozott, miután 18 évesen Nagy-Britanniába érkezett. Édesanyja feladta énekesi karrierjét, amikor férjhez ment, és lánya szerint élete végéig boldogtalan volt. Maude a család vezetéknevét Brooknerre változtatta az első világháborút követően Nagy-Britanniában uralkodó németellenesség miatt. Anitának magányos gyermekkora volt, bár nagymamája és nagybátyja a családdal élt, szülei, világi zsidók pedig az 1930-as években és a második világháború idején nyitották meg házukat a németek elől menekülő zsidó menekültek előtt. „Azt mondtam, hogy én vagyok az egyik legmagányosabb nő Londonban” – mondta a Paris Review-nak adott interjújában.
Tanulmányait a James Allen's Girls' School-ban, egy fizetős iskolában tanulta. 1949-ben történelemből BA fokozatot szerzett a londoni King's College-ban, 1953-ban pedig művészettörténetből doktorált a Londoni Egyetem Courtauld Művészeti Intézetéban. Anthony Blunt, a Courtauld akkori igazgatója felügyelete alatt az eredetileg a francia műfajfestőről, Jean-Baptiste Greuze-ról szóló mesterszakot doktori fokozatra emelték. 1950-ben azonban francia állami ösztöndíjat kapott az École du Louvre-ra, és az évtized nagy részét Párizsban töltötte.

## Karrier

### Akadémiai
1967-ben ő lett az első nő, aki a Cambridge-i Egyetemen Slade képzőművészeti professzori címet kapott. 1959 és 1964 között vendégoktató volt a Reading Egyetemen, amikor a Courtauld Institute of Art oktatója lett. 1977-ben előléptették Readerré a Courtauldban, ahol 1988-ban történt nyugdíjazásáig dolgozott. Pályafutását a 18. századi francia művészet specialistájaként kezdte, de később a romantikusokra is kiterjesztette szakértelmét. Az 1950-es évek végén és az 1960-as évek elején cikkeket írt az ArtReview-nak.
A Courtauld-ban tanítványai között volt Olivier Berggruen művészettörténész is, akinek diplomás munkáját tanácsolta. Tagja volt a londoni King's College-nak és a cambridge-i New Hallnak (2008-tól a Murray Edwards College).
Az Anita Brookner által készített fényképeket a Courtauld Institute Conway Művészeti és Építészeti Könyvtárában tárolják.

### Regényíró
Brookner 53 évesen jelentette meg első, A Start in Life (1981) című regényét. Ezt követően nagyjából évente egyet. Brooknert stylistként tartották számon. Regényei az érzelmi veszteség és a társadalomba való beilleszkedés nehézségei, valamint az értelmiségi, középosztálybeli nők témáit dolgozzák fel, akik elszigeteltségben és szerelmi csalódásokban szenvednek. Számos szereplője a Nagy-Britanniába érkezett európai bevándorlók gyermeke; úgy tűnik, hogy néhányan zsidó származásúak. A Hotel du Lac (1984), negyedik regénye Booker–McConnell-díjat kapott.

## Magánélete és kitüntetései
Brookner soha nem házasodott meg, de gondoskodott a szüleiről, ahogy öregedtek. Az egyik interjúban megjegyezte, hogy több házassági ajánlatot kapott, de mindegyiket elutasította, és arra a következtetésre jutott, hogy a férfiak "olyan emberek, akik saját programjukkal rendelkeznek, és úgy gondolják, hogy beilleszkedhetsz, ha kihagynak bizonyos részeket. Láthatod, hogy egy mérföldnyire jönnek."
Ő tartotta az 1974-es Aspects of Art Lecture-t. 1990-ben a Brit Birodalom Rendjének (CBE) parancsnokává nevezték ki.
A londoni Kensington és Chelsea kerületben halt meg 2016. március 10-én, 87 évesen.

## Publikációi
- Greuze: 1725–1805: The Rise and Fall of an Eighteenth-century Phenomenon (1972) ISBN 9780236176786 (on Jean-Baptiste Greuze)
- Jacques-Louis David (1980) ISBN 9780064305075 (Jacques-Louis David történelem-festő)
- A Start in Life(wd) (1981, US title The Debut) ISBN 9780241976500
- Providence (1982) ISBN 9780307826213
- Look at Me (1983) ISBN 9780307826206
- Hotel du Lac(wd) (1984) ISBN 9780307826220 (Booker-díj)
  - Tóparti szálloda – Európa, Budapest, 1988 (Femina) · ISBN 9630746182 · fordította: Gálvölgyi Judit
- Family and Friends (1985) ISBN 9780307826237
- A Misalliance (1986) ISBN 9780307826343
- A Friend from England (1987) ISBN 9780307826336
- Latecomers (1988) ISBN 9780307826183
- Lewis Percy (1989) ISBN 9780307826190
- Brief Lives (1990) ISBN 9780307826251
- A Closed Eye (1991) ISBN 9780307826275
- Fraud (1992) ISBN 9780307826268
- A Family Romance (1993, US title Dolly) ISBN 9780140234060
- A Private View (1994) ISBN 9780307826299
- Incidents in the Rue Laugier(wd) (1995) ISBN 9780307826305
- Altered States (1996) ISBN 9780307826312
- Visitors (1997) ISBN 9780307826329
- Soundings (1997) ISBN 9781860463884 (esszégyűjtemény)
- Falling Slowly (1998) ISBN 9780307826244
- Undue Influence (1999) ISBN 9780307492364
- Romanticism and its Discontents (2000) ISBN 9780374251598
- The Bay of Angels (2001) ISBN 9781400033010
- The Next Big Thing (2002, amerikai cím: Making Things Better) (a Booker-díj hosszú listáján)
- The Rules of Engagement (2003) ISBN 9780141910222
- Leaving Home (2005) ISBN 9781400095650
- Strangers (2009) (shortlisted for James Tait Black Memorial Prize(wd)) ISBN 9780307477583
- At The Hairdresser (2011) (novella, csak e-könyvként érhető el)

## Fordítás
- Ez a szócikk részben vagy egészben  az   Anita Brookner című angol Wikipédia-szócikk fordításán alapul.  Az eredeti cikk szerkesztőit annak laptörténete sorolja fel. Ez a jelzés csupán a megfogalmazás eredetét és a szerzői jogokat jelzi, nem szolgál a cikkben szereplő információk forrásmegjelöléseként.